# Peter Baláž (esperantysta)
Peter Baláž (wśród esperantystów nazywany Petro) (ur. 8 października 1979 w Partizánske) – słowacki esperantysta i wydawca, koordynator organizacji Esperanto kaj Interreto (Esperanto i Internet, E@I), zdobywca tytułu Esperantysta Roku 2012.

## Działalność esperancka
Po ukończeniu studiów hotelarskich w Pieszczanach pracował przez dwa lata w Niemczech i w Austrii.
Baláž jest aktywny w ruchu esperanckim i językowych projektach edukacyjnych. W 2003 był współzałożycielem Slovaka Esperanto Junularo, a w latach 2003–2008 pełnił funkcję jego przewodniczącego. W roku 2004 został wybrany na wiceprzewodniczącego Slovakia Esperanta Federacio. Koordynuje działania E@I (od 2003 jako aktywny członek, od 2005 jako koordynator). Od 2005 jest członkiem zarządu Eŭropa Esperanto-Unio. Były członek zarządu Wikimedia Slovenská Republika (od marca 2012 do września 2012), od września 2012 jest w niej członkiem komisji rewizyjnej.
Jest właścicielem prywatnego wydawnictwa Espero, które również wydaje dzieła esperanckie. Wydawnictwo zostało założone w 2003 i mieści się w Słowacji.
Był przewodniczącym Loka Kongresa Komitato (LKK) podczas 101. Światowego Kongresu Esperanto w Nitrze (Słowacja).

## Nagrody
W latach 2006–2009 i 2011–2012 był nominowany do tytułu Esperantysta Roku przydzielanej przez gazetę La Ondo de Esperanto. W 2008 zajął drugie miejsce, w 2011 – trzecie. W końcu, w 2012, stał się laureatem tej nagrody za esperanckie projekty w internecie, współpracę z krajowymi i europejskimi instytucjami, organizację Somera Esperanto-Lernejo i konferencji naukowej KAEST (Konferenco pri Aplikoj de Esperanto en Scienco kaj Tekniko), wydawanie esperanckich płyt, książek, broszur, filmów oraz za działalność wśród młodzieży.
W 2005 otrzymał tytuł Słowackiego Esperantysty Roku. W 2007 otrzymał nagrodę za działalność esperancką roku (nagroda przyznawana w Słowacji) – za organizację Slava Esperanta studado (później przekształcone w Somera Esperanto-Studado) i w 2008 za organizację Ago-Semajno (AS).

## Wybrane dzieła
- Baláž, Peter. Európsky preukaz pre deti., Espero
- Baláž, Peter. Internaciaj vortoj en Esperanto / Medzinárodné slová v Esperante. Partizánske: Espero, 2005,